# Rubinlaser

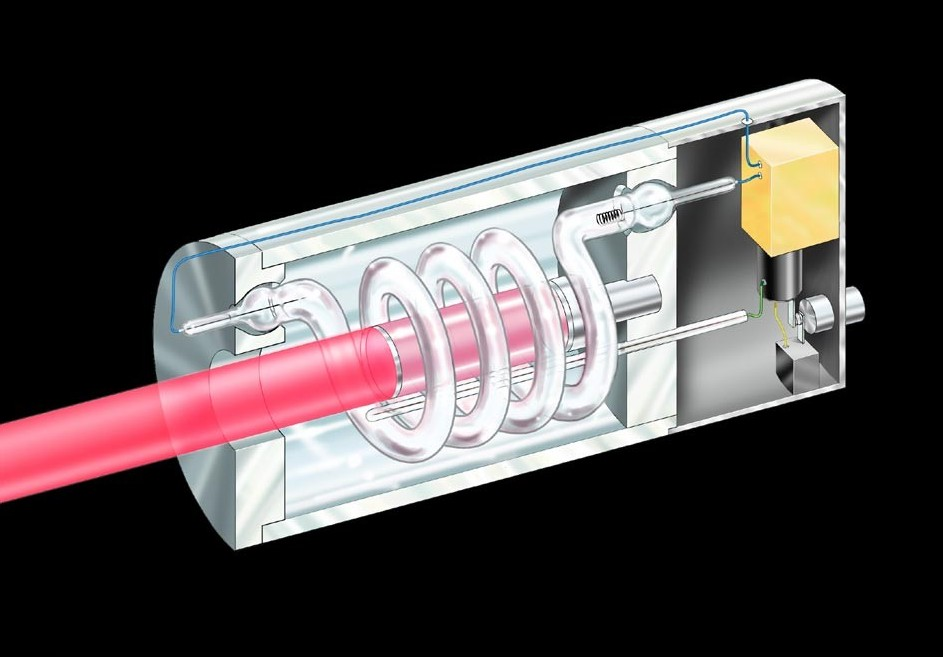
Aufbau des ersten Rubinlasers

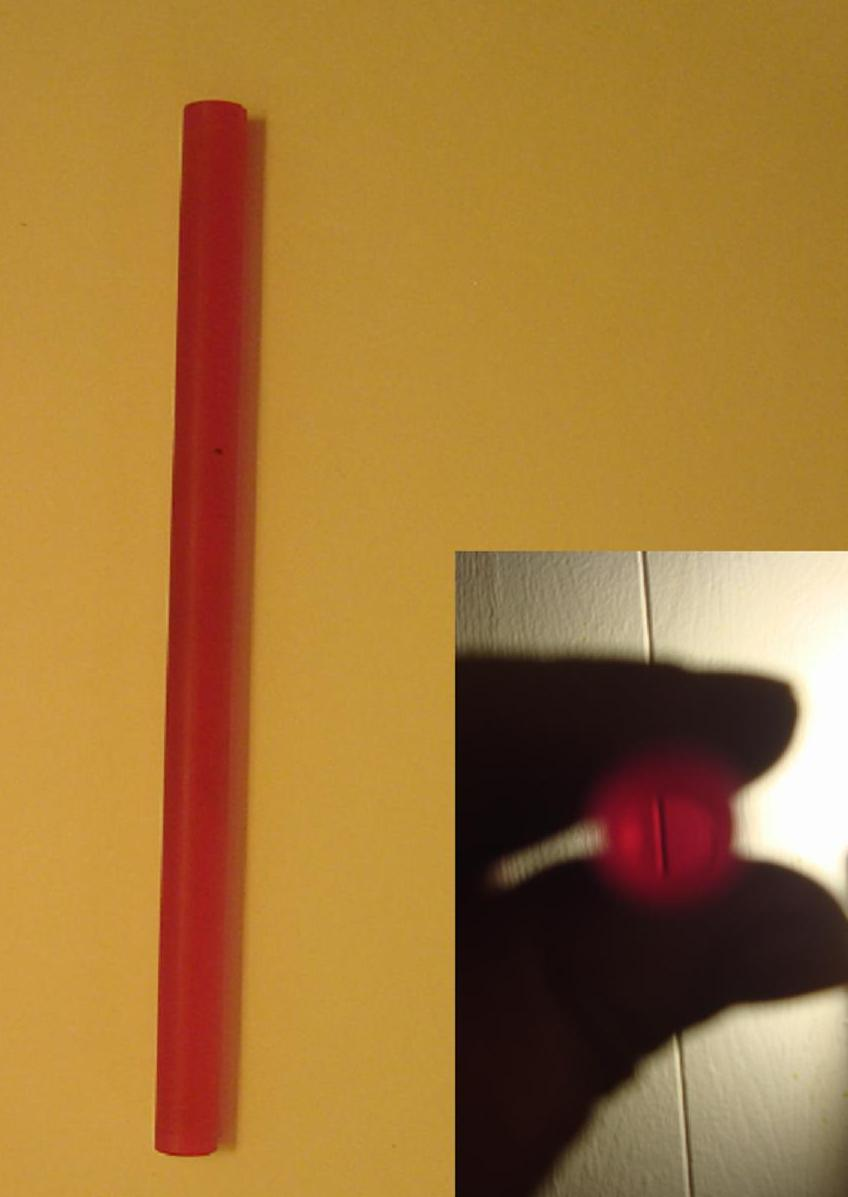
Beide Endflächen des 10 mm × 150 mm großen Rubinkristalls sind so glatt poliert, dass man verzerrungsfrei hindurchsehen kann

Der Rubinlaser wurde 1960 von Theodore Maiman auf Grundlage des Rubinmasers als erster Laser überhaupt entwickelt. Er zählt zu den Festkörperlasern (solid state laser). Die wichtigste Emissionslinie liegt bei 694,3 nm (entspricht einer Frequenz von 432,1 THz).

## Aufbau
Das aktive Medium besteht aus Rubin (Chromaluminiumoxid), das heißt aus einem einkristallinen Al2O3-Wirtskristall (Saphir/Korund), dotiert mit Chromionen. Da der optimale Dotierungsgrad bei etwa 0,03–0,05 % liegt, kommen nur speziell hergestellte Rubine in Frage (bei natürlichen Rubinen ist der Chromanteil höher). Die Rubine werden in Stabform hergestellt und die Enden sehr glatt poliert. Die Rauheit muss dabei unterhalb der halben Laserwellenlänge liegen, was aufgrund der außerordentlichen Härte von Rubinen ein großes Problem darstellt.
Früher wurden durch Aufdampfen einer Silberschicht auf die Enden des Stabes die Spiegel direkt auf dem Kristall gebildet. Heute werden die Enden meist mit einer Antireflexbeschichtung versehen, und die Spiegel werden extern angebracht.
Gepumpt wird der Kristall optisch mittels Xenon-Blitzlampen, da deren Licht besonders gut absorbiert wird. In sehr seltenen Fällen findet auch kontinuierliches Pumpen statt, zum Beispiel mittels Quecksilberdampflampen. In den ersten Aufbauten wurde eine schraubenförmige Blitz-Lampe verwendet, in deren Zentrum der Rubinstab lag. In modernen Lasern wird zur effektiveren Anregung jedoch meist das Licht einer oder mehrerer ebenfalls stabförmiger Lampen durch einen elliptischen Spiegel direkt auf den Laserkristall fokussiert.

## Funktionsweise

Transmission von Rubin im optischen Bereich. Das schmale Absorptionsband bei 694 nm ist die Wellenlänge des Rubinlasers.

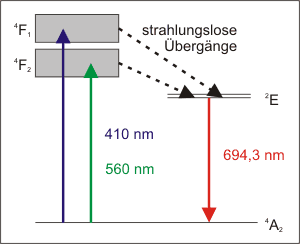
Vereinfachtes Termschema von Rubin mit den im Rubinlaser relevanten Übergängen

Der Rubinlaser ist ein Drei-Niveau-Laser. Durch das optische Pumpen wird ein Großteil der Elektronen der Chromionen auf eines der Energiebänder 4F1 oder 4F2 angehoben. Ein geringer Teil davon relaxiert sofort wieder durch spontane Fluoreszenzemission in den Grundzustand 4A2 zurück.
Der überwiegende Teil jedoch geht in einem strahlungslosen Übergang in das metastabile Laserniveau 2E über. Dort verbleiben sie relativ lange. So kann es zur Besetzungsinversion kommen, indem sich mehr Elektronen auf dem Niveau 2E als im Grundzustand 4A2 aufhalten. Aus dem Niveau 2E relaxieren die Elektronen von sich aus sehr langsam (im Bereich von etwa 3 Millisekunden) unter spontaner Emission von Photonen der Wellenlänge 694,3 nm. Diese wenigen Photonen können jetzt allerdings im angeregten Medium stimulierte Emission hervorrufen, wodurch die kohärente Laserstrahlung entsteht und die angeregten Elektronen in den Grundzustand übergehen.
Aufgrund der hohen Ligandenfeldaufspaltung kann das oberhalb des 2E-Niveaus liegende  2T-Niveau thermisch besetzt werden. Dies führt theoretisch zu einer Doppellinie, die allerdings nicht beobachtet wird. Die Emission aus beiden Niveaus tritt dagegen im Bis(N,N′‐Dimethyl‐N,N′‐dipyridin‐2‐ylpyridin‐2,6‐diamino)chrom(III) auf.
Während die meisten Laser sich sowohl im Puls- als auch im cw-Betrieb (continuous wave) betreiben lassen, ist der Rubinlaser fast ausschließlich in der gepulsten Version anzutreffen, da hier seine Effizienz mit Abstand am höchsten ist. Um ihn kontinuierlich zu betreiben, muss man die Leistung sehr gering halten, da sich die Rubine durch das Pumpen sehr stark aufheizen können und sich die Wärme nur schlecht abführen lässt.

## Anwendung
Der Rubinlaser hat heute größtenteils an Bedeutung verloren, da seine Effizienz vergleichsweise gering und die Wellenlänge mittels anderer Laser zugänglich ist.
In der Dermatologie wird er noch aufgrund der hohen Pulsenergie und guten Absorption der Laserwellenlänge durch Melanin zur Behandlung von Pigmentflecken und zum Entfernen von Tätowierungen eingesetzt.